# Kate Slatter
Kate Elizabeth Slatter OAM, nach Heirat Kate Allen (* 10. November 1971 in Adelaide) ist eine ehemalige australische Ruderin. Zusammen mit Megan Still war sie 1996 Olympiasiegerin im Zweier ohne Steuerfrau.

## Karriere
1991 trat sie bei den Weltmeisterschaften in zwei Bootsklassen an: Mit dem Vierer ohne Steuerfrau erreichte sie den achten Platz, mit dem Achter fuhr sie auf Rang 12. Der Vierer mit Jodie Dobson, Kate Slatter, Emy Snook und Megan Still blieb in der 1991er Besetzung auch im Olympiajahr zusammen und belegte bei der Olympiaregatta den sechsten Platz. 1993 erreichte das Boot mit Slatter, Still, Gina Douglas und Courtney Johnstone den sechsten Platz bei den Weltmeisterschaften. 1994 rückten Alison Davies und Victoria Toogood zu Slatter und Still in den Vierer, der bei den Weltmeisterschaften in Indianapolis die Bronzemedaille hinter den Booten aus den Niederlanden und den USA gewann; der komplette Vierer saß auch im australischen Achter, der den sechsten Platz belegte.
Im Jahr darauf belegte der australische Achter bei den Weltmeisterschaften im finnischen Tampere den achten Platz; Still und Slatter traten erneut in zwei Bootsklassen an, mit dem ungesteuerten Zweier gewannen die beiden den Weltmeistertitel. Im Jahr darauf gewannen Kate Slatter und Megan Still bei den Olympischen Spielen in Atlanta als bislang (Stand 2012) einzige Australierinnen eine olympische Goldmedaille im Rudern.
Während Megan Still ihre Karriere nach dem Olympiasieg beendete, war Kate Slatter bei den Ruder-Weltmeisterschaften 1998 Mitglied des australischen Achters, der den vierten Platz belegte. 1999 wechselte sie zusammen mit Rachael Taylor aus dem Achter zurück in den Zweier ohne Steuerfrau. Die beiden belegten bei den Weltmeisterschaften im kanadischen St. Catharines den dritten Platz hinter den Booten aus Kanada und Rumänien. In der Olympiasaison siegten Taylor und Slatter beim Weltcup in Wien und belegten in Luzern den zweiten Platz hinter den Rumäninnen Georgeta Damian und Doina Ignat. Bei der Olympiaregatta 2000 in Sydney gewannen die Rumäninnen erneut vor Taylor und Slatter.
Für ihre Verdienste um den Sport als Goldmedaillengewinner bei den Olympischen Spielen in Atlanta 1996 wurde sie 1997 mit der Medaille des Order of Australia ausgezeichnet. 2002 wurde sie in die Sport Australia Hall of Fame aufgenommen.